# اعتقال محسن المهداوي
جاء اعتقال محسن المهداوي على خلفية نشاطه الداعم للفلسطينيين والمعارض لحرب غزة عندما كان طالباً في جامعة كولومبيا، الأمر الذي دفع وزارة الخارجية الأميركية إلى الشروع في إجراءات ترحيله، بزعم أن أفعاله تضر بالسياسة الخارجية الأميركية. قد رتبت إدارة الهجرة والجمارك الأمريكية (ICE) اعتقال المهداوي في مكتب خدمات المواطنة والهجرة الأمريكية (USCIS) في كولشيستر بولاية فيرمونت ، حيث حددت USCIS مقابلة له للحصول على الجنسية الأمريكية. تم اعتقاله بتاريخ 14 أبريل 2025  وقد قدم الفريق القانوني للمهداوي على الفور التماسًا للمثول أمام القضاء ضد دونالد ترامب وإدارته، ووصف احتجازه بأنه غير قانوني.
طلب محاموه إصدار أمر تقييدي مؤقت لمنع نقله خارج فيرمونت من قبل السلطات الفيدرالية. وافق القاضي الفيدرالي في ولاية فيرمونت ويليام ك. سيشينز الثالث على الطلب وأمر ببقاء المهداوي في فيرمونت. مدد القاضي الفيدرالي في ولاية فيرمونت جيفري دبليو كروفورد الطلب في 23 أبريل.
في 30 أبريل 2025، أمر القاضي الفيدرالي جيفري دبليو كروفورد في فيرمونت بالإفراج عن المهداوي، قائلاً إن "أسبوعي الاحتجاز حتى الآن يثبتان ضررًا كبيرًا لشخص لم يُتهم بارتكاب أي جريمة".

## سيرته
محسن مهداوي هو لاجئ فلسطيني من الجيل الثالث من مخيم الفارعة للاجئين، حيث عاش حتى عام 2014. قال المهداوي إنه في طفولته في الضفة الغربية المحتلة، رأى صديقه المقرب الذي كان يبلغ من العمر 12 عاماً آنذاك، يُقتل برصاص جندي إسرائيلي. قال أيضًا إن جنديًا إسرائيليًا أطلق النار على ساقه عندما كان عمره 15 عامًا. في عام 2014، انتقل المهداوي إلى الولايات المتحدة، وفي عام 2015 أصبح مقيمًا دائمًا قانونيًا يحمل البطاقة الخضراء. التحق بجامعة ليهاي في بنسلفانيا عام 2018 لدراسة علوم الكمبيوتر، قبل أن ينتقل إلى كلية الدراسات العامة بجامعة كولومبيا لدراسة الفلسفة. وكان من المتوقع أن يتخرج في مايو 2025، وتم قبوله في برنامج الماجستير في كلية الشؤون الدولية والعامة بجامعة كولومبيا.

## المناصرة والاحتجاجات المؤيدة للفلسطينيين
بعد اندلاع حرب غزة في أكتوبر 2023، قاد المهداوي وساعد في تنظيم الاحتجاجات المؤيدة للفلسطينيين في جامعة كولومبيا. في مقابلة أجريت معه في ديسمبر 2023 مع برنامج 60 دقيقة ، قال إن إسرائيل ترتكب إبادة جماعية في غزة وأنه يريد نهاية سلمية للصراع الإسرائيلي الفلسطيني. أسس المهداوي وزميله الطالب في جامعة كولومبيا محمود خليل جمعية دار: جمعية الطلاب الفلسطينيين "للاحتفال بالثقافة والتاريخ والهوية الفلسطينية".

### احتجاج 9 نوفمبر 2023 في جامعة كولومبيا
في مظاهرة واحتجاج بالموت والذي نظمته منظمة طلاب من أجل العدالة في فلسطين (SJP) والصوت اليهودي من أجل السلام (JVP) على درجات مكتبة لو التذكارية في 9 نوفمبر 2023، روى المهداوي قصته عن نشأته في مخيم للاجئين في الضفة الغربية المحتلة، وعن مشاهدته مقتل أفضل صديق له البالغ من العمر 12 عامًا أمامه على يد جندي إسرائيلي، وعن إطلاق النار على ساقه في سن 15 عامًا، أيضًا على يد جندي إسرائيلي. كان هناك متظاهرون مؤيدون لإسرائيل، خاطبهم المهداوي: "على الرغم من أنكم على الجانب الآخر، فإننا نتوسل إليكم، ونبكي، ونطلب منكم أن تروا الإنسانية فينا، وأن تنضموا إلينا في نضالنا من أجل الحرية، من أجل العدالة، من أجل الإنسانية".
قاطع شخص مجهول الهوية الاحتجاج، واقترب وبدأ يصرخ بألفاظ نابية معادية لليهود والسود، وتسلق حاجزًا من السلسلة، ويقال إنه حاول "إثارة المعارك مع عدد كبير من الطلاب". وفقًا لصحيفة نيويورك تايمز ، فإن "طالبًا على مشارف احتجاج يوم 9 نوفمبر/تشرين الثاني صرخ بعبارات معادية للسامية "، لكن "لم يكن منتميًا إلى أي من المجموعات الطلابية، وقد صاح به المتظاهرون المؤيدون للفلسطينيين"،  بما في ذلك المهداوي،  الذي أدان هذا الفرد بشكل مباشر. وقال المهداوي مستخدما الميكروفون: "عار على من دعا إلى "الموت لليهود"، وبدأ حشد المتظاهرين يهتفون "عار عليك"، وانضموا إلى إدانته لتصريحات الشخص المجهول البغيضة.
في اليوم التالي، أعلن جيرالد روزبرج، الذي كان آنذاك أحد كبار الإداريين في جامعة كولومبيا، تعليق عضوية طلاب من أجل العدالة في فلسطين وجبهة التحرير الشعبية بسبب ما أسماه "حدثًا غير مصرح به" تضمن "خطابًا تهديديًا وترهيبًا". جاء الإيقاف بعد أن قام كبار الإداريين بمراجعة السياسات المذكورة في الإيقاف بهدوء في 24 أكتوبر، وأضافوا قسمًا جديدًا إلى صفحة سياسة الأحداث الجامعية على الويب والذي أعلن حق الإدارة في "تنظيم الوقت والمكان وطريقة أشكال معينة من التعبير العام" دون مدخلات من مجلس شيوخ الجامعة.
دحض الصحفيون ادعاء جامعة كولومبيا بأن "الخطاب التهديدي والترهيب" جاء من طلاب العدالة في فلسطين وجبهة التحرير الشعبية، وتراجع عنه روزبرغ بشكل خاص في جلسة عامة لمجلس الشيوخ بالجامعة في 17 نوفمبر/تشرين الثاني 2023. ومع ذلك، لم تقم كولومبيا بإلغاء تعليق عضوية SJP وJVP، ولم تتراجع أبدًا عن البيان؛ ولم تصدر بيانًا عامًا لتصحيح وتوضيح المسألة. في وقت لاحق، استشهد وزير الخارجية الأمريكي ماركو روبيو بعبارة "الخطاب التهديدي والترهيب" حرفيًا، مستمدًا على ما يبدو من البيان الذي لم تتراجع عنه كولومبيا أبدًا، في مذكرة صدرت في أبريل/نيسان 2025 لدعم قضيته ضد المهداوي.

### جامعة كولومبيا تتخلى عن سياسة الفصل العنصري
ساعد المهداوي أيضًا في تنظيم وإطلاق حملة جامعة كولومبيا لسحب الاستثمارات من نظام الفصل العنصري (CUAD)، وهي تحالف يضم أكثر من 80 مجموعة طلابية  (جمعت لاحقًا أكثر من 120 مجموعة طلابية)  تم تشكيله بعد أن غيرت إدارة جامعة كولومبيا سياسة الأحداث في الجامعة بهدوء قبل حظر طلاب من أجل العدالة في فلسطين والصوت اليهودي من أجل السلام. تم إطلاق CUAD في 14 نوفمبر، بعد أربعة أيام من حظر الإدارة لـ SJP و JVP. قادت CUAD العديد من المظاهرات المؤيدة للفلسطينيين والتي دعت الجامعة إلى سحب استثماراتها من إسرائيل.

### ربيع 2024
في ربيع عام 2024، ابتعد المهداوي عن الحركة للتركيز على تعزيز العلاقات مع الطلاب اليهود والإسرائيليين. وقد دعا العديد من منتقديه، بما في ذلك الأستاذ المساعد شاي ديفيداي، للتحدث معه، وظل على اتصال مع ديفيد مايرز ، الزعيم السابق لصندوق إسرائيل الجديد التقدمي وأستاذ التاريخ اليهودي في جامعة كاليفورنيا، لوس أنجلوس. وقد ندد مراراً وتكراراً بمعاداة السامية في خطاباته ومقابلاته، وربط معارضته لمعاداة السامية بدعمه للقضية الفلسطينية، قائلاً إن "النضال من أجل حرية فلسطين والنضال ضد معاداة السامية يسيران جنباً إلى جنب، لأن الظلم في أي مكان يشكل تهديداً للعدالة في كل مكان". وصرح أحد زملاء المهداوي الإسرائيليين، أهارون دارديك، بأن المهداوي كان يعارض الإرهاب ومعاداة السامية بشدة، ويدعو بدلاً من ذلك إلى المعارضة السلمية للصراع. قام المهداوي ودارديك بإنشاء "إطار عمل لحل الصراع الإسرائيلي الفلسطيني" كأحد مشاريع البحث النهائية لفصلهم.

### الاعتقال من قبل عملاء دائرة الهجرة والجمارك
كان اعتقال المهداوي من قبل عملاء دائرة الهجرة والجمارك الأمريكية بالتنسيق مع مكتب خدمات المواطنة والهجرة الأمريكية (USCIS) في كولشيستر بولاية فيرمونت، والذي كان قد حدد موعدًا لمقابلة المهداوي في 15 أبريل للحصول على جنسيته الأمريكية. بعد المقابلة، تم تقييده بالأصفاد من قبل ضباط الهجرة الملثمين الذين يرتدون ملابس مدنية، وتم اصطحابه إلى سيارة غير مميزة.

## خلفية الاعتقال
في وقت سابق من هذا الشهر، تلقى المهداوي رسالة بريد إلكتروني من دائرة خدمات المواطنة والهجرة الأمريكية تفيد بأنه لديه مقابلة مقررة للحصول على جنسيته الأمريكية. وبما أن الجدول الزمني المعتاد للمقابلة كان من المفترض أن يتم في ديسمبر/كانون الأول أو يناير/كانون الثاني، فقد شك المهداوي في أنها قد تكون فخًا، فاتصل بممثليه في الكونجرس، السيناتورين بيرني ساندرز وبيتر ويلش ، وكذلك النائبة بيكا بالينت، لإبلاغهم بالوضع وطلب منهم التدخل إذا أمكن. كما اتصل بعضوة مجلس الشيوخ ريبيكا وايت، التي كانت تعرف المهداوي منذ حوالي سبع سنوات، للحصول على نصيحتها بشأن هذه المسألة. وحذر وايت المهداوي من الذهاب. أنشأ المهداوي مجموعة دردشة على تطبيق سيجنال بعنوان "فقط في حالة - محسن" للتواصل مع أصدقائه المقربين في حال تم القبض عليه. وكان وايت من بين المشاركين في الدردشة.
في الفترة التي سبقت اعتقاله، كان المهداوي هدفًا لجماعات صهيونية مثل بعثة الكناري وبيتار. لدى موقع كناري ميشن ملف موسع عن المهداوي، يزعم فيه أنه كتب قصيدة في عام 2013 أشاد فيها بالناشطة الفلسطينية دلال المغربي ، ويستشهد بمنشور على وسائل التواصل الاجتماعي ينعي فيه مقتل ابن عمه، الذي يصفه الموقع بأنه مقاتل من حماس، على يد جنود إسرائيليين. ويتهمه الموقع في الأغلب بدعم سحب الاستثمارات من إسرائيل والتورط في حركة الاحتجاج التي تصفها منظمة كناري ميشن بأنها "مؤيدة لحماس".
وفقًا لموقع ذا إنترسبت، حتى قبل اعتقال صديقه وزميله الناشط في جامعة كولومبيا محمود خليل، تواصل المهداوي مع إدارة جامعة كولومبيا طلبًا للمساعدة حتى لا يتم القبض عليه من قبل عملاء ICE. في رسالة بريد إلكتروني بتاريخ 17 مارس موجهة إلى رئيسة جامعة كولومبيا آنذاك، كاترينا أرمسترونج، وعميدة كلية الدراسات العامة، ليزا روزن-ميتش، ورئيس العمليات في جامعة كولومبيا، كاس هولواي، ونائبة الرئيس الأولى لقسم الصحة في جامعة كولومبيا، ميلاني بيرنيتز، بالإضافة إلى عميد الشؤون الدينية في الجامعة، إيان روتنبرغ، كتب: "أكتب إليكم مناشدًا أخيرًا للمساعدة العاجلة. حياتي في خطر، وتقاعس جامعة كولومبيا يُعرّضني لمزيد من الخطر." ولم تستجب الجامعة لطلبه.

## الإجراءات القانونية
في 14 أبريل/نيسان، قدم الفريق القانوني للمهداوي التماسًا للمثول أمام القضاء ضد دونالد ترامب وإدارته، ووصف احتجازه بأنه غير قانوني. وطلب محاموه إصدار أمر تقييدي مؤقت لمنع نقله خارج فيرمونت من قبل السلطات الفيدرالية. وافق القاضي الفيدرالي في ولاية فيرمونت ويليام ك. سيشينز الثالث على الطلب وأمر ببقاء المهداوي في فيرمونت. مدد القاضي الفيدرالي في ولاية فيرمونت جيفري دبليو كروفورد الطلب في 23 أبريل. وفقًا لمحامي الهجرة جوشوا بارديفيد، "يتم الاستماع إلى القضية حيث يتم احتجازك، ومن المعروف أن بعض المحاكم تكون أكثر ودية للحكومة من أماكن أخرى."
في مذكرة صادرة عن وزير الخارجية الأمريكي ماركو روبيو، والتي يبدو أنها مستمدة من سوء تفسير جامعة كولومبيا للاحتجاجات التي اندلعت في الحرم الجامعي في 9 نوفمبر/تشرين الثاني 2023، ورد أن المهداوي "انخرط في خطاب تهديدي وترهيب للمارة المؤيدين لإسرائيل" كمبرر لاستهدافه. قد نفى المهداوي ومحاميه هذا الادعاء، ويبدو أنه تم اقتباسه حرفيًا من بيان صادر عن جامعة كولومبيا في نوفمبر/تشرين الثاني 2023، حيث علقت الجامعة عضوية طلاب من أجل العدالة في فلسطين والصوت اليهودي من أجل السلام. وقد تم فضح الادعاء بأن "الخطاب التهديدي والترهيب" جاء من SJP و JVP من قبل الصحفيين وتراجع عنه روزبرج بشكل خاص في جلسة عامة لمجلس الشيوخ الجامعي في 17 نوفمبر 2023، لكن كولومبيا لم تصدر أبدًا بيانًا عامًا لتصحيح وتوضيح الأمر.

### الإفراج من الاحتجاز
في 30 أبريل 2025، أمر القاضي كروفورد بالإفراج عن المهداوي بكفالة، قائلاً إن "أسبوعي الاحتجاز حتى الآن يُظهران ضررًا كبيرًا لشخص لم يُتهم بارتكاب أي جريمة". حاولت الحكومة تأخير إطلاق سراح المهداوي وإبقائه قيد الاحتجاز من خلال طلب وقف تنفيذ الأمر، وهو ما رفضه القاضي. وبعد ذلك استأنفت إدارة ترامب الحكم أمام محكمة الاستئناف للدائرة الثانية، طالبة من المحكمة إيقاف تنفيذ حكم كروفورد بشكل طارئ، ومتحدية القرار الذي يفيد بأن كروفورد لديها السلطة لإصدار مثل هذا الحكم. وقد تم تكليف القضاة سوزان كارني، وأليسون ناثان، وبارينجتون باركر بالقضية، وفي 9 مايو/أيار، رفضوا الاستئناف.
في بيانه خارج قاعة المحكمة بعد إطلاق سراحه، قال المهداوي لحشد من المؤيدين: "نحن مؤيدون للسلام ومعارضون للحرب" و"إلى الرئيس ترامب وحكومته، أنا لست خائفًا منكم،" وتابع قائلًا: "إلى شعبي في فلسطين: أشعر بألمكم، وأرى معاناتكم؛ وأرى الحرية وهي قريبة جدًا جدًا." ثم انضم إلى الحشد في غناء نشيد الحقوق المدنية ، سوف ننتصر.